# SOS Futures Mamans
Pour les articles homonymes, voir SOS (homonymie).
SOS Futures Mamans est une organisation fondée à Épendes (Canton de Fribourg en Suisse), le 11 septembre 1974 par Conrad et Chantal Clément, et a pour mission de venir en aide à toute future maman en difficulté. L'association est anciennement connue sous le nom SOS Futures Mères.
L'association dispose d'une permanence téléphonique et se propose de fournir une aide gratuite, de nature morale, matérielle, financière ou juridique. 
SOS Futures Mamans bénéficie d'une reconnaissance d'utilité publique et agit comme partenaire officiel de l'État pour ce qui concerne l'aide aux mères en difficultés.

## Structure d'organisation
L'organisation est composée:
- d'une fondation[4]
- d'une association faitière
- de 30 associations régionales (sections) en Suisse et dans le monde[5], financièrement autonomes, comprenant chacune un ou plusieurs centres (dits aussi "dépôts" ou "vestiaires"[6])

## Publications
- SOS Futures Mamans publie le trimestriel "Bulletin de l'Amitié". Le dernier numéro est téléchargeable sur le site officiel.
- Film documentaire "SOS Futures Mamans - 35 ans"[7]